# خليفة التليسي
خليفة محمد التليسي (9 مايو 1930 - 13 يناير 2010)، أديب ومؤلف ليبي ينتمي لعائلة تسمى أولاد تليس التي تنحدر من علي بن تليس الذي حكم ورفلة في القرن السادس عشر ، كتب في مجالات الشعر والتاريخ والقصة إضافة إلى الترجمة.

## حياته
توجه إلى إيطاليا العام 1960 في بعثة أدبية على نفقة اليونيسكو للتعرف على الأدب الإيطالي وكتابه المعاصرين، ليتحصل على دبلوم التعليم العام والدكتوراه الفخرية من جامعة نابولي – المعهد الشرقي.
عمل موظفاً إدارياً بمجلس النواب الليبي سنة 1952، ثم أميناً عاماً له سنة 1962، فوزيراً للإعلام والثقافة من عام 1964 حتى 1967 (في حكومات محمود المنتصر، و حسين مازق، و عبد القادر البدري) ثم سفيراً لدى المغرب سنة 1968.
تولّى رئاسة اللجنة العليا للإذاعة الليبية، وعُيِّن رئيساً لمجلس إدارة الدار العربية للكتاب سنة 1974، واختير أمينا أولا لاتحاد الأُدباء والكتاب الليبيين، وانتخب نائباً للأمين العام لاتحاد الأُدباء العرب سنة 1978، واختير سنة 1981 أميناً عاماً للاتحاد العام للناشرين العرب.
توفي الكاتب الكبير خليفة محمد التليسي يوم الأربعاء 13 -1- 2010 عن عمر يناهز الثمانين عاما وتم دفنه بمقبرة شهداء الهاني بطرابلس يوم الجمعة 15 - 1 -2010 عقب صلاة الجمعة.

## مؤلفات
1. الشابي وجبران، طرابلس 1957
2. رفيق شاعر الوطن، المطبعة الحكومية 1965
3. مُعجم معارك الجهاد في ليبيا، دار الثقافة 1972
4. بعد القرضابية، دار الثقافة 1973
5. رحلة عبر الكلمات، وزارة الإعلام 1973
6. كراسات أدبية، الدار العربية للكتاب 1975
7. رفيق شاعر الوطن، 1966
8. الفنان والتمثال (ترجمة)، اللجنة العليا للآداب 1967
9. قصص إيطالية (ترجمة)، دار الثقافة 1967
10. ليلة عيد الميلاد (ترجمة)، دار الثقافة 1968
11. طرابلس تحت حكم الأسبان (ترجمة)، دار الثقافة 1968
12. طرابلس من 1510 -1850 (ترجمة)، دار الفرجاني 1969
13. الرحالة والكشف الجغرافي في ليبيا (ترجمة)، دار الفرجاني 1971
14. ليبيا أثناء الحكم العثماني (ترجمة)، دار الفرجاني 1971
15. ليبيا مند الفتح العربي حتى سنة 1911، (ترجمة)، دار الثقافة 1974
16. سكان طرابلس الغرب (ترجمة)، دار الثقافة سنة 1975
17. مذكرات جيولتي (ترجمة)، الدار الجماهيرية سنة 1976
18. برقة الخضراء (ترجمة)، الدار العربية للكتاب سنة 1991
19. نحو فزان (مُراجعة)، دار الفرجاني سنة 1971
20. تأملات في نُقوش المعبد، دار طرابلس سنة 1983
21. من الحصاد الأول، الدار الجماهيرية 1989
22. مُختارات من روائع الشعر العربي (الجزء الأول)، الدار العربية للكتاب 1983
23. مُختارات من روائع الشعر العربي (الجزء الثاني)، الدار العربية للكتاب سنة 1983
24. معارك الجهاد من خلال الخطط الحربية الإيطالية، الدار الجماهيرية 1980
25. حكاية مدينة، الدار العربية للكتاب سنة 1985
26. زخارف قديمة، الدار الجماهيرية سنة 1986
27. ديوان خليفة محمد التليسي، الدار العربية للكتاب سنة 1989
28. هكذا غنى طاغور، الدار العربية للكتاب 1991
29. الأعمال الشِعرية الكاملة للوركا، الدار العربية للكتاب 1991
30. محمد علي لاغا رائد الرسامين الليبيين، مجهول النشر
31. قاموس التليسي (إيطالي _عربي)، الدار العربية للكتاب 1984
32. مُعجم سٌكان ليبيا، دار الربان 1990
33. قاموس التليسي (إيطالي _عربي طُلابي)، الدار العربية للكتاب سنة 1984
34. قصيدة البيت الواحد، دار الشروق 1990
35. قصائد من نيرودا، الدار العربية للكتاب 1991
36. سُكان ليبيا (الجزء الخاص ببرقة)، الدار العربية للكتاب 1990
37. مُختارات خليفة التليسي، من روائع الشعر العربي (الجزء الأول)، توزيع الدار العربية للكتاب 1991
38. مُختارات خليفة التليسي، من روائع الشعر العربي (الجزء الثاني) توزيع الدار العربية للكتاب 1991
39. مُختارات خليفة التليسي، من روائع الشعر العربي (الجزء 3)، توزيع الدار العربية للكتاب 1991
40. مُختارات خليفة التليسي، من روائع الشعر العربي (الجزء 4)، توزيع الدار العربية للكتاب 1991
41. مُختارات خليفة التليسي، من روائع الشعر العربي (الجزء5)، توزيع الدار العربية للكتاب 1991
42. المجانين، دار الربان 1991
43. وقفٌ عليها الحبُّ، مجهول الناشر 1989
44. شاعر القرية، مجهول لناشر 1981
45. قدر المواهِب، مجهول الناشر 1990
46. وجوه وملامح، مجهول الناشر 1990
47. النفيس من كنوز القواميس، الدار العربية للكتاب، 2000[8]

### الترجمة
- صوت في الظلام (ترجمة عن الإيطالية لمجموعة قصصية للكاتب الإيطالي لويجي بيرانديللو)

كتاب «سكان ليبيا» تأليف: هنريكو دي أغسطيني ترجمة وتقديم: خليفة التليسي

## مقالات ذات صلة
- أحمد الشارف
- أبو القاسم الشابي
- جبران خليل جبران
- علي مصطفى المصراتي
- أحمد رفيق المهدوي
- علي صدقي عبد القادر
- علي الرقيعي
- علي فهمي خشيم
- وهبي البوري